# Caitlin Cary
Caitlin Cary (Seville, 28 ottobre 1968) è una cantante e violinista statunitense.

## Carriera
Nel 1993 viene contattata da Ryan Adams ed entra a far parte del gruppo Whiskeytown come cantante e violinista.
Nel 2000 pubblica il suo primo EP da solista, intitolato Waltzie e prodotto da Chris Stamey. Nel 2002 esce il suo primo album in studio da solista, ovvero While You Weren't Looking.
Nel 2005 pubblica un album collaborativo con Thad Cockrell. Tra il 2004 ed il 2006 pubblica due dischi con il gruppo femminile Tres Chicas, di cui fanno parte anche Lynn Blakey (ex-Glory Fountain, Let's Active) e Tonya Lamm (ex-Hazeldine).

## Discografia solista
- 2000 - Waltzie (EP)
- 2002 - While You Weren't Looking
- 2002 - Thick Walls Down (EP)
- 2003 - I'm Staying Out